# 巴尔达萨雷·隆盖纳

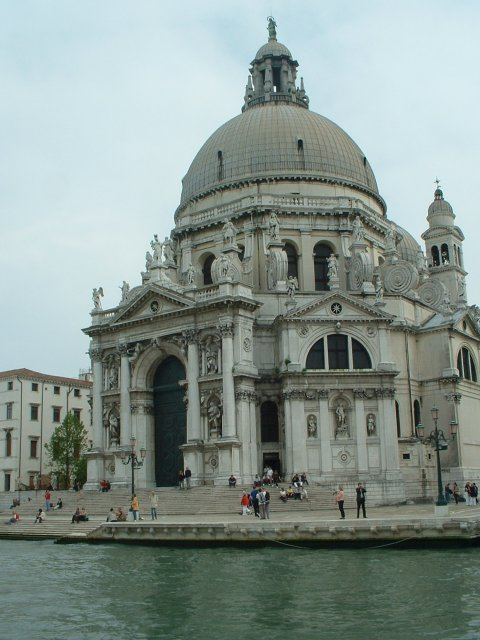
安康圣母圣殿

巴尔达萨雷·隆盖纳（Baldassare Longhena，1598年—1682年2月18日）是一位意大利建筑师，主要活跃于威尼斯，是当时最伟大的巴洛克建筑师之一。

## 生平
巴尔达萨雷·隆盖纳出生于威尼斯，师从建筑师文森佐·斯卡莫齐。在斯卡莫齐去世后，完成了圣马可广场他的不朽的新行政官邸大楼（Procuratie Nuove），这是一个为威尼斯共和国官员建造的住宅和办公建筑群，使广场形成今天的风貌。
他最著名的作品是1631年开始的，装饰典雅的安康圣母圣殿，用于感谢圣母玛利亚拯救该城脱离黑死病。这座两个穹顶的教堂位于威尼斯大运河与潟湖之间的半岛上，是该市最著名的地标之一。正门模仿了古罗马的凯旋门，后来为威尼斯和其他地方的许多教堂所效仿。
他在威尼斯城还设计了其他许多教堂，其中包括流浪汉圣玛利亚堂（Chiesa dell'Ospedaletto）和赤足教堂建于1656年至1680年，虽然后一个教堂的立面是由朱塞佩·萨尔迪（1624-1699年）设计的。他还设计了贝洛尼·巴塔吉亚宫（Palazzo Belloni Battagia）和吉乌斯蒂尼亚尼·洛林宫（Palazzo Giustiniani Lolin），两者都面对着大运河。
他最伟大的设计之一是基奥贾主教座堂，建于1624年至1647年。该堂完工后，他在威尼斯大运河上设计了另外两座宫殿，雷佐尼科宫（Ca' Rezzonico）和佩萨罗宫（Ca' Pesaro），这两座宫殿都是在他死后完成的。
1641年至 1680 年，他设计了新图书馆、大楼梯、修道院立面、见习修士楼（Novitiate building）、病房和大圣乔治修道院的客房。
巴尔达萨雷·隆盖纳于1682 年死于威尼斯。

## 评价
巴尔达萨雷·隆盖纳发展了文森佐·斯卡莫齐和安德烈亚·帕拉弟奥的风格。

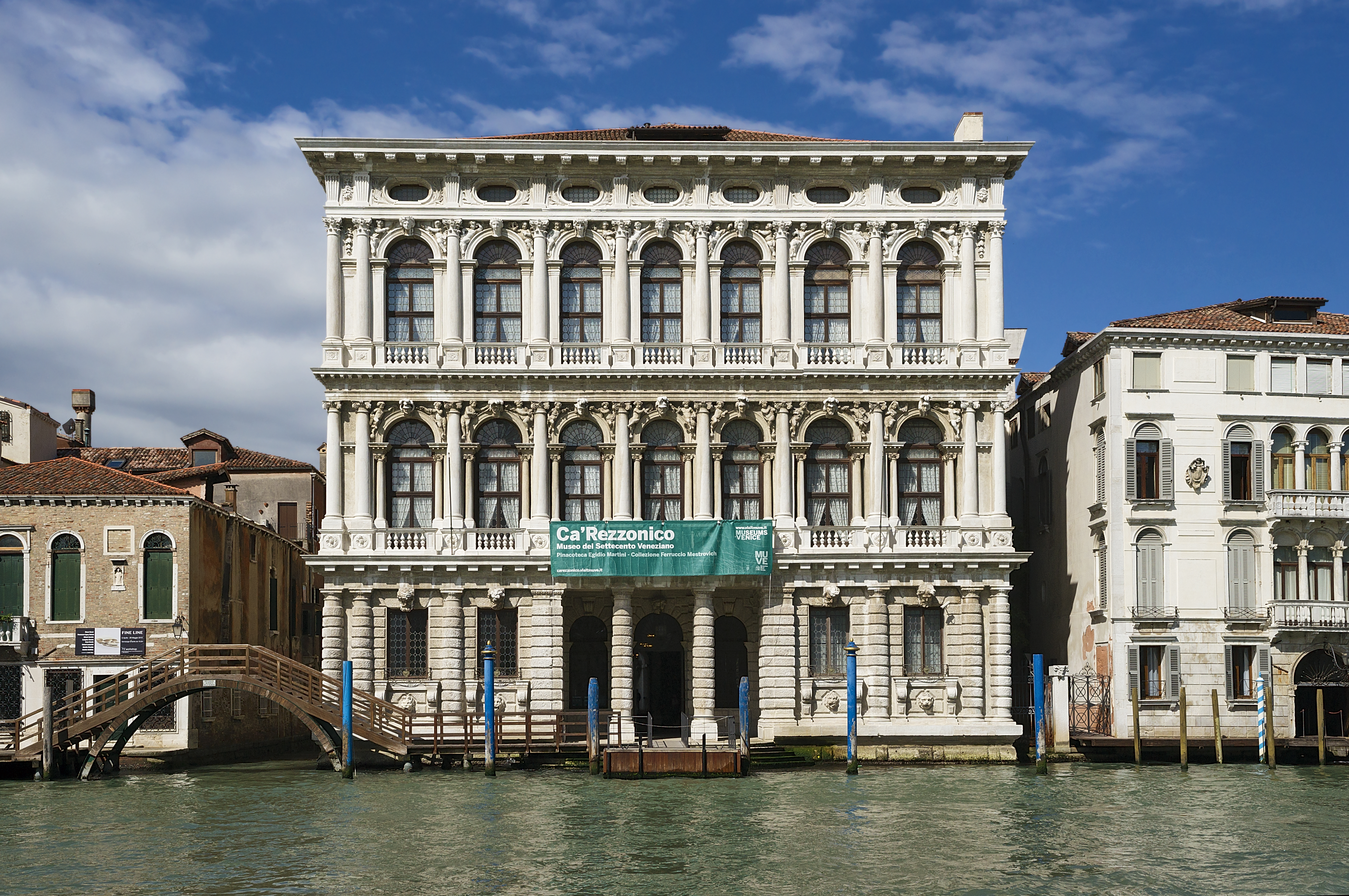
雷佐尼科宫
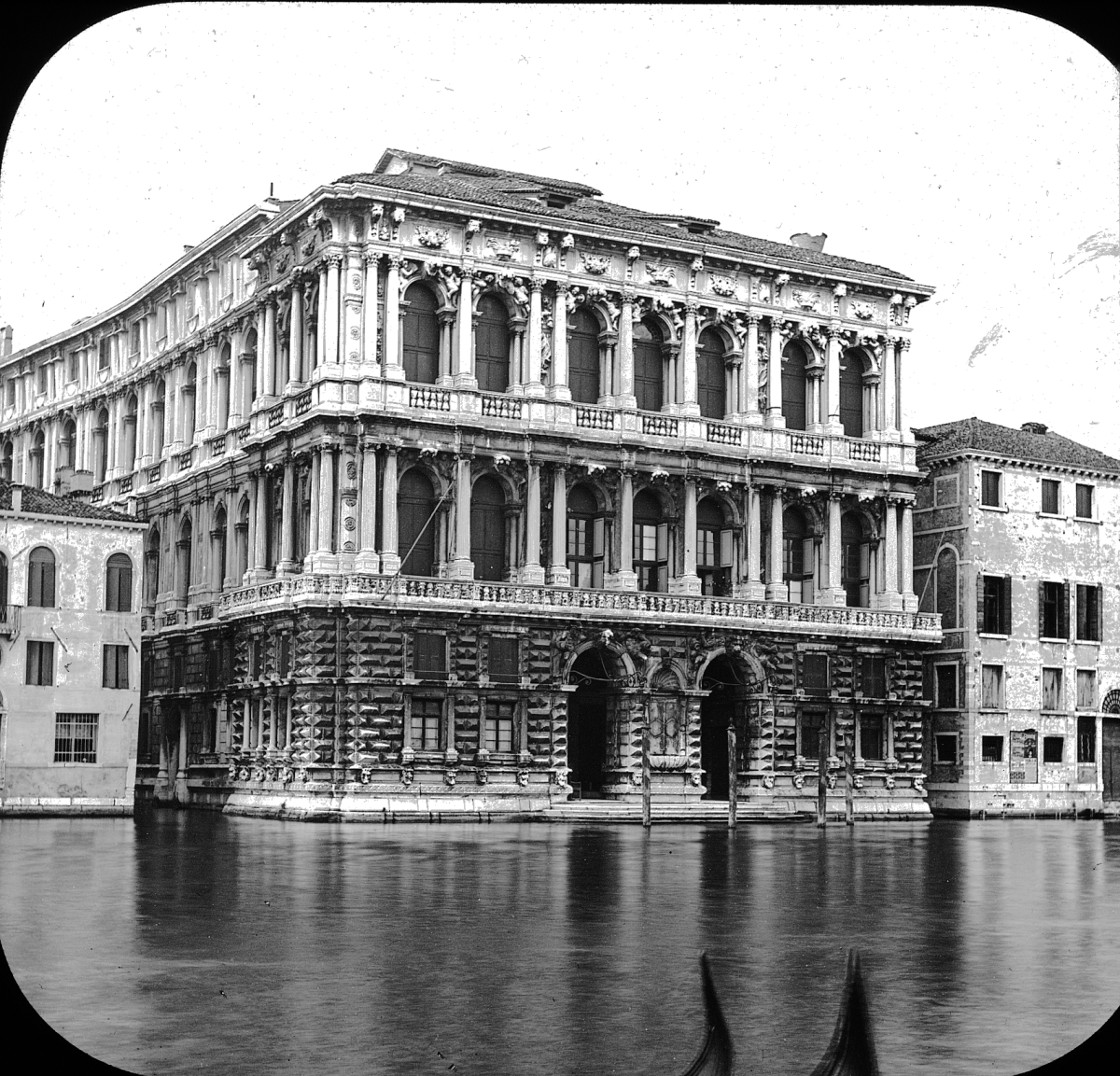
佩萨罗宫
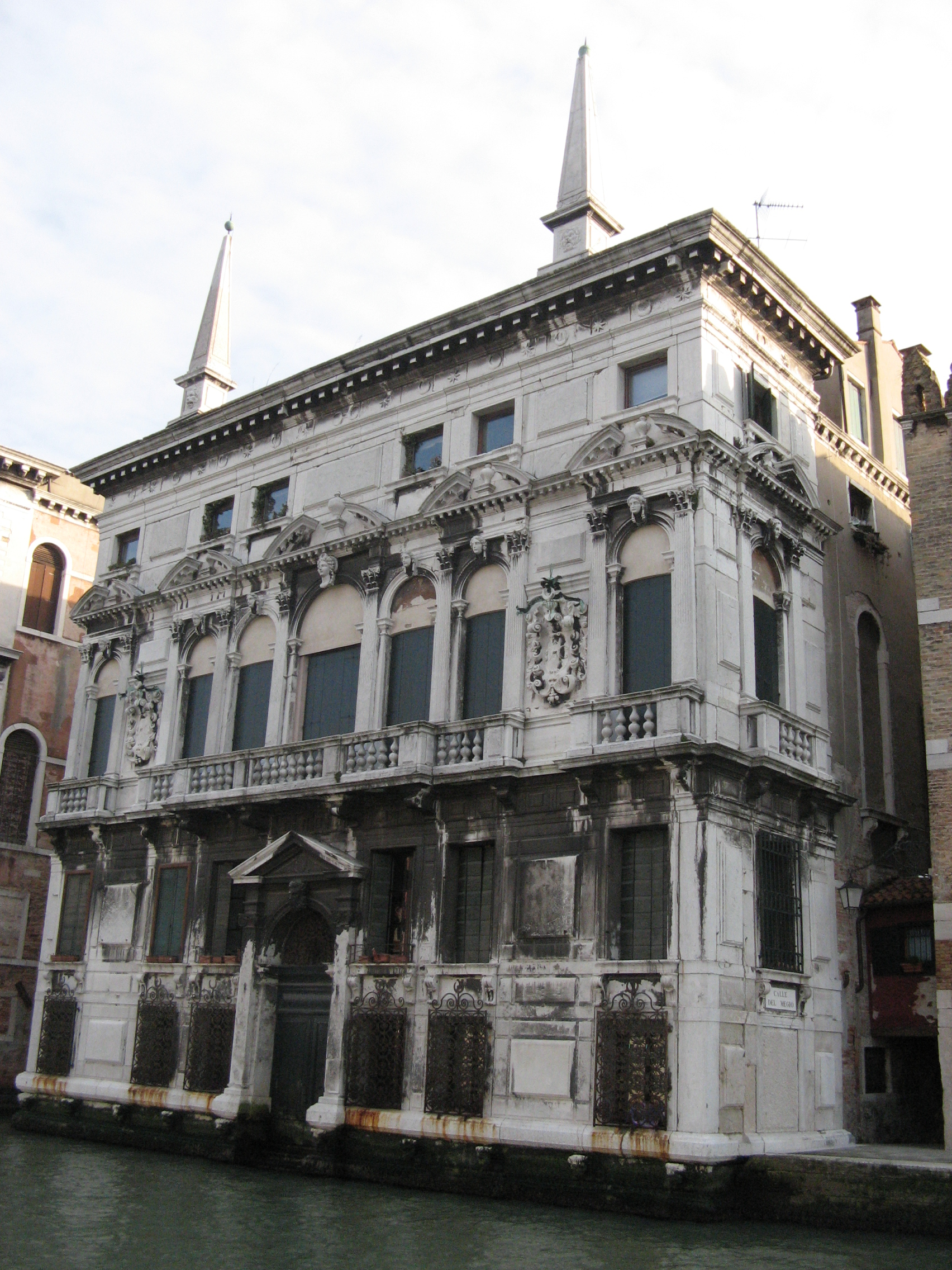
贝洛尼·巴塔吉亚宫
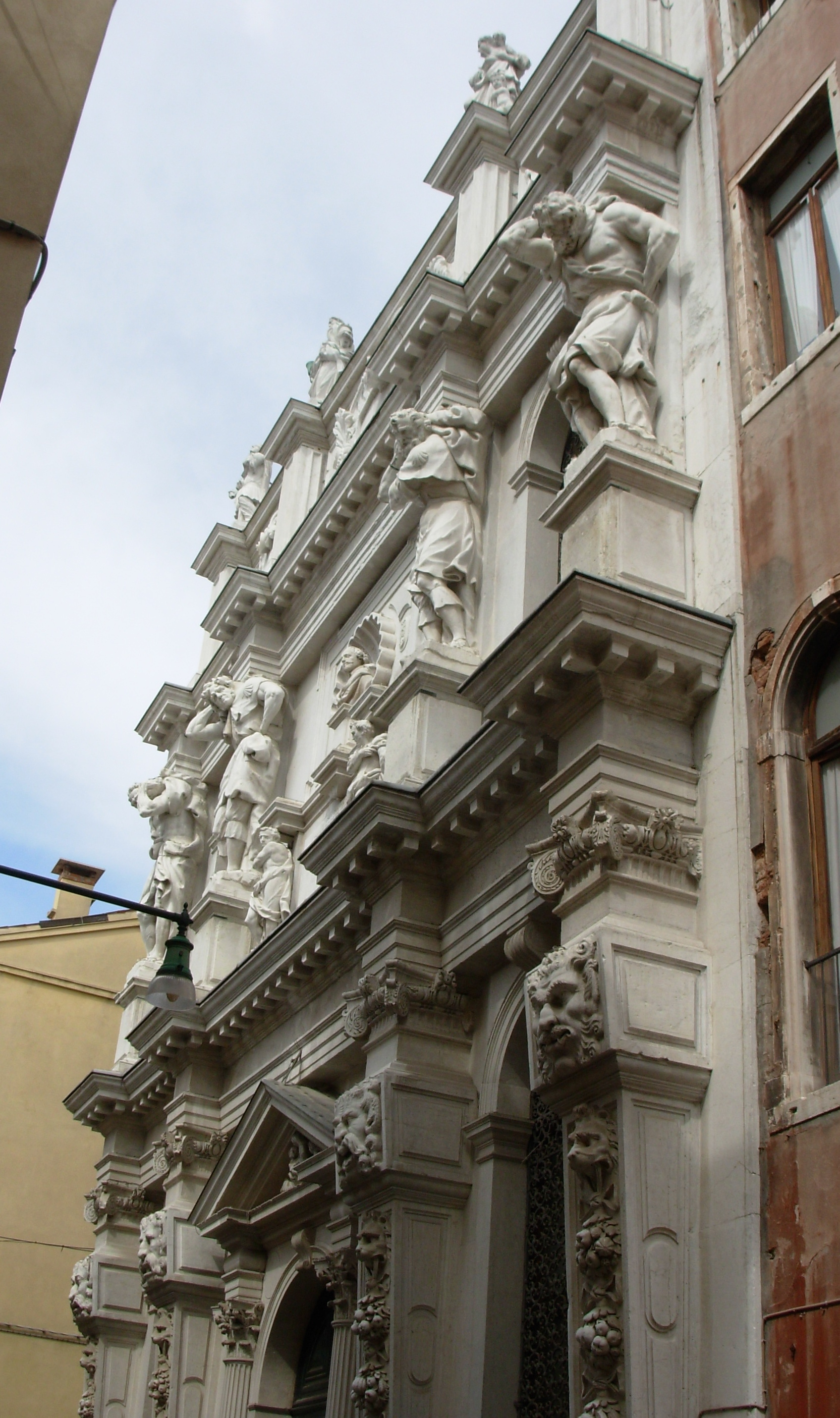
流浪汉圣玛利亚堂
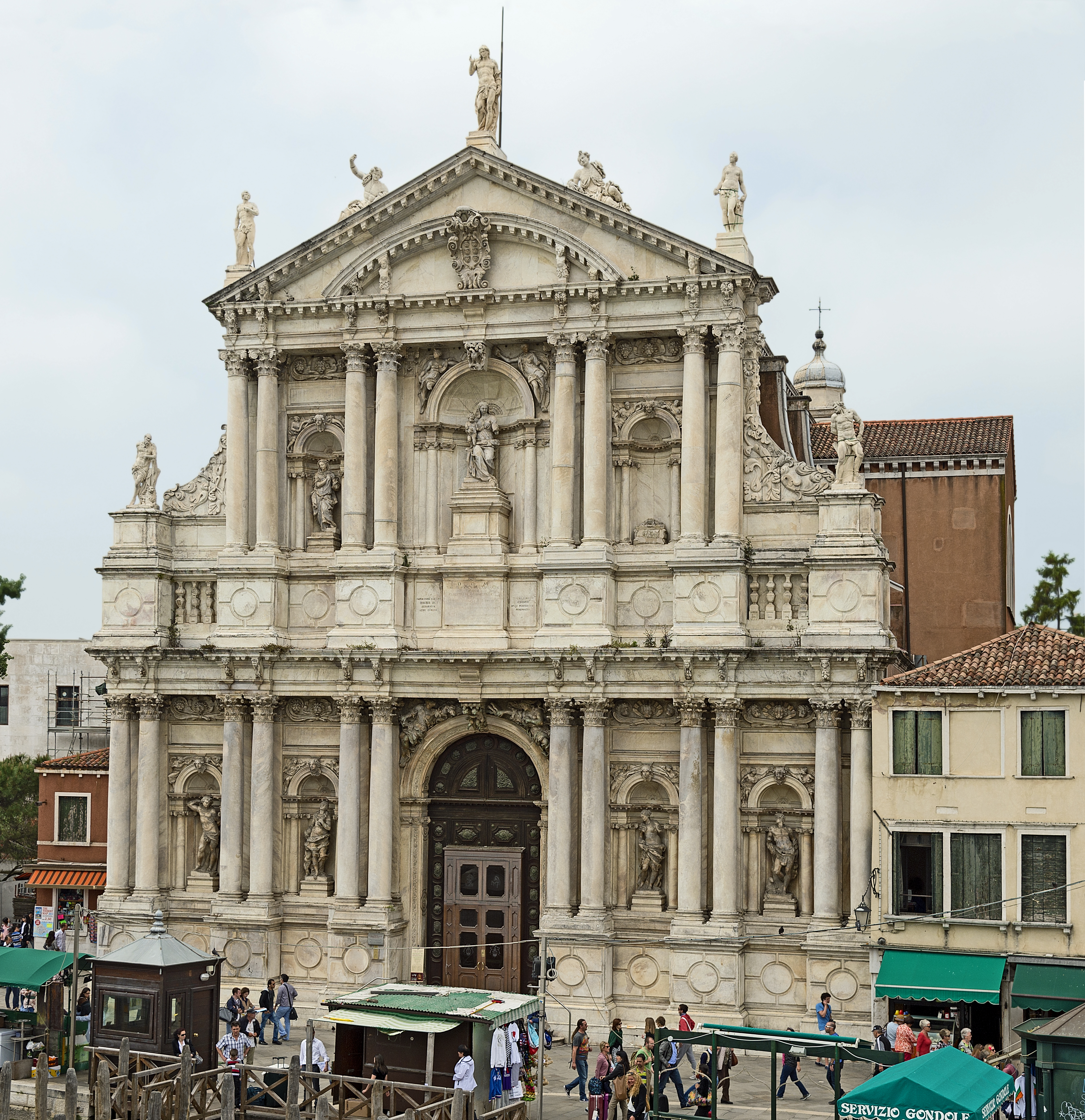
赤足教堂
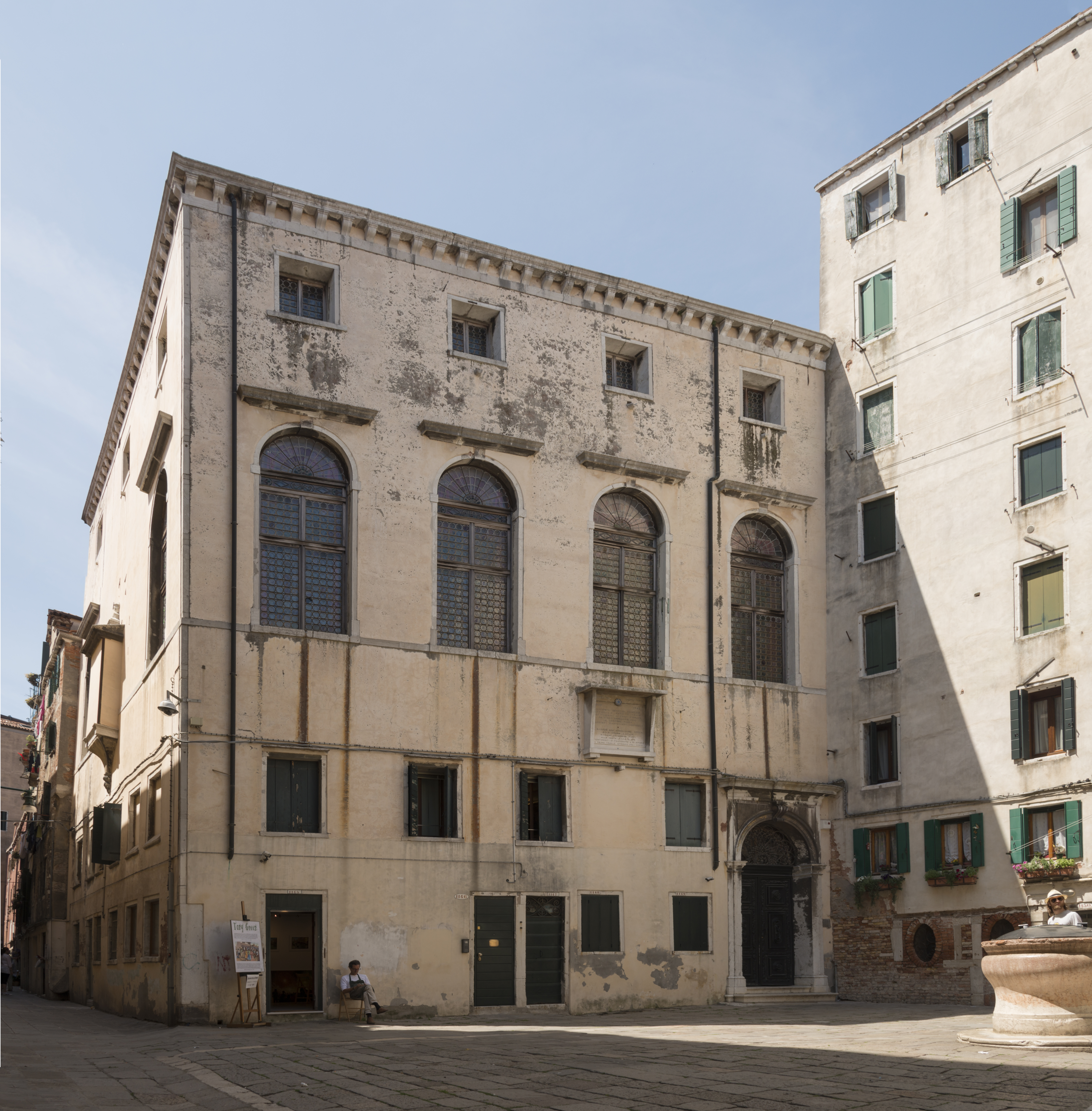
西班牙犹太会堂
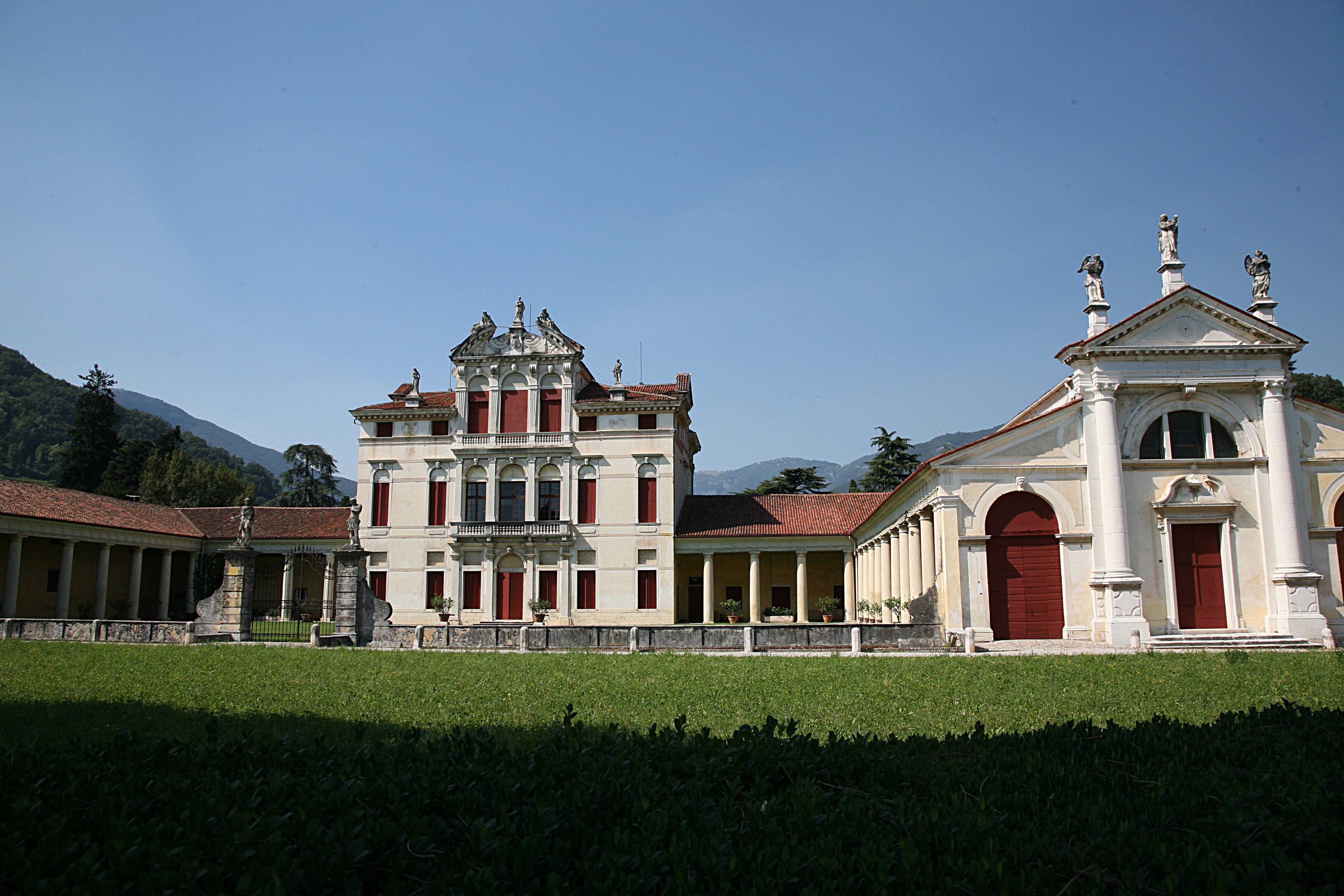
Villa Angarano
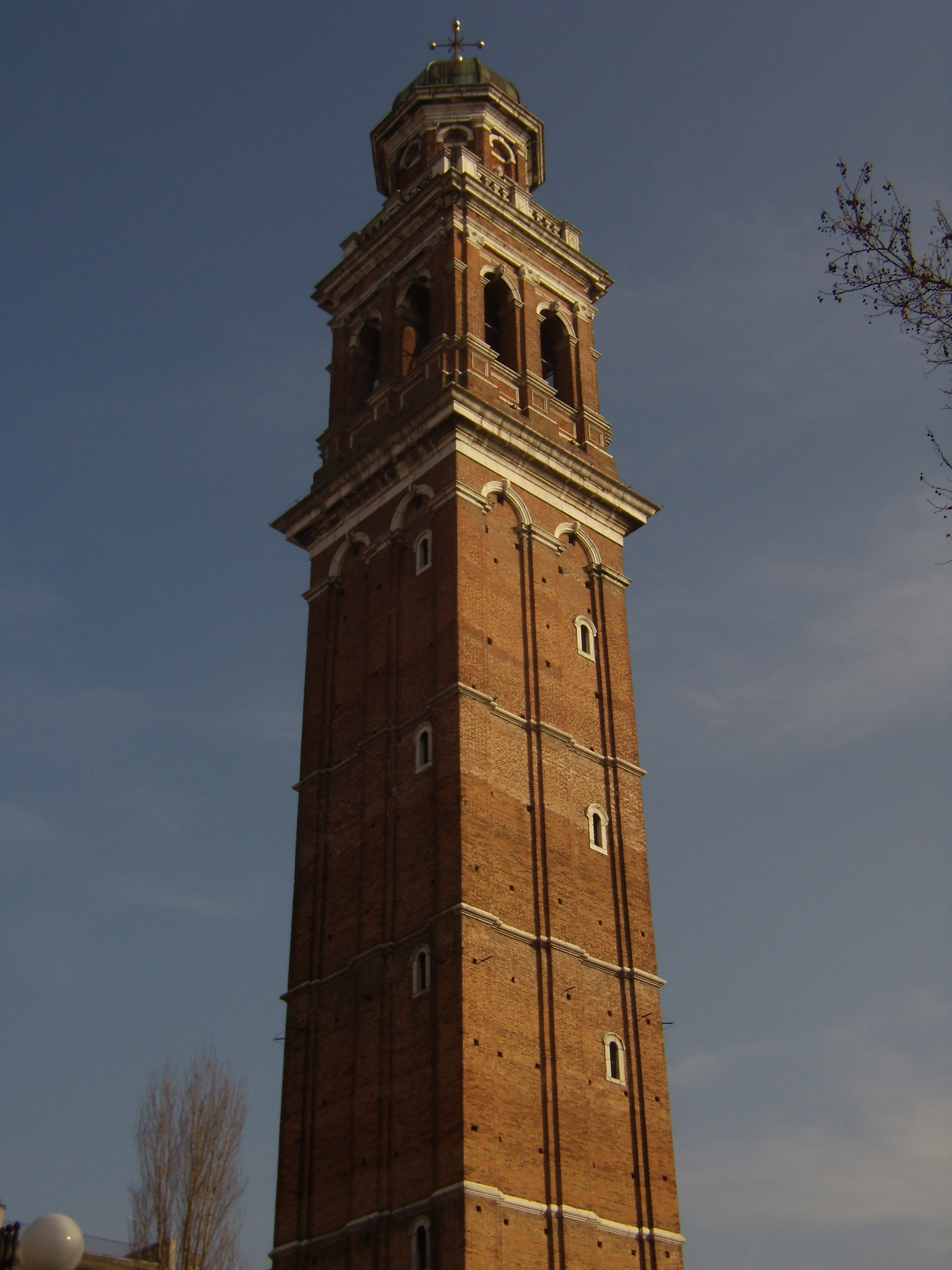
Santa Maria del Soccorso 堂钟楼, Rovigo
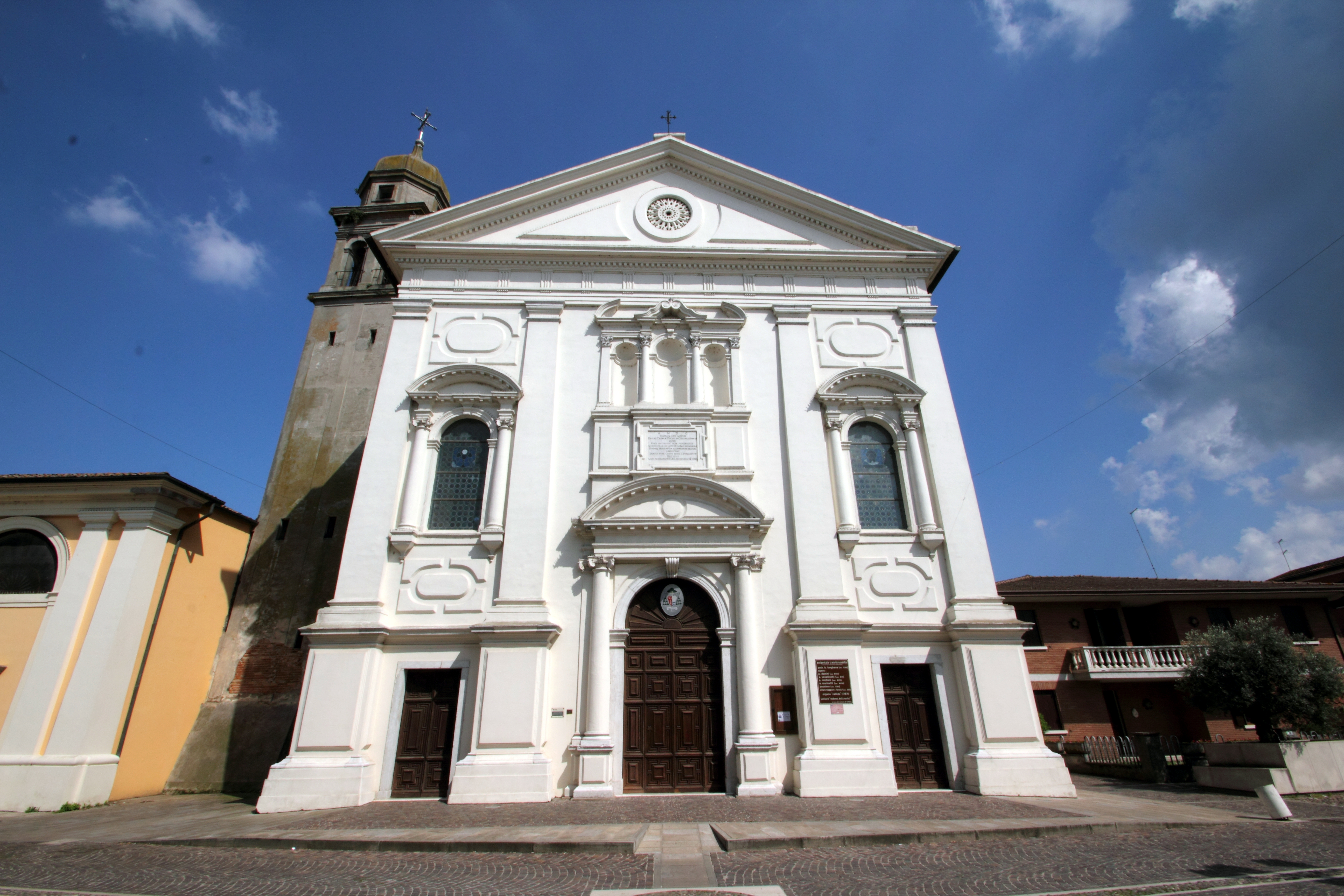
Church of Santa Maria Assunta, Loreo